# Учнівський (зупинний пункт, Донецька залізниця)
Учні́вський — пасажирський залізничний зупинний пункт Лиманської дирекції Донецької залізниці.
Розташований за кілька кілометрів від села Новоіванівка та селища Врубівка, Сіверськодонецький район, Луганської області на лінії Сватове — Попасна між станціями Венгерівка (4 км) та Лоскутівка (4 км).
Не зважаючи на військову агресію Росії на сході Україні, транспортне сполучення не припинене, щодоби п'ять пар приміських поїздів здійснюють перевезення за маршрутом Сватове — Попасна, проте вони зупиняються тільки по станціях.